# Adlullia luteata
Adlullia luteata är en fjärilsart som beskrevs av Holloway 1976. Adlullia luteata ingår i släktet Adlullia och familjen tofsspinnare. Inga underarter finns listade i Catalogue of Life.